# Maria Klawe
Maria Margaret Klawe (Toronto, 1951) é uma cientista da computação estadunidense nascida no Canadá, quinta presidente do Harvey Mudd College (desde 1 de julho de 2006).

## Prêmios e honrarias
Klawe foi eleita fellow da Association for Computing Machinery em 1996, fellow da Academia de Artes e Ciências dos Estados Unidos em 2009 fellow da American Mathematical Society em 2012 e fellow da Association for Women in Mathematics em 2019.
Em 2018 foi "America's Top 50 Women In Tech" pela Forbes.